# Sozzago
Sozzago – miejscowość i gmina we Włoszech, w regionie Piemont, w prowincji Novara.
Według danych na rok 2004 gminę zamieszkiwało 859 osób, 71,6 os./km².